# GPP Osijek
 GPP Osijek, abbreviazione di Gradski prijevoz putnika Osijek (tradotto in italiano Trasporto passeggeri urbano Osijek), è la società che svolge l'attività di organizzazione del traffico passeggeri di tram e autobus a Osijek.

## Storia
Gli inizi del trasporto pubblico a Osijek, nella forma in cui esiste ancora oggi, sono collegati all'introduzione del tram trainato da cavalli. Nel 1883 fu fondata la Dioničko društvo za izgradnju konjske željeznice u Osijekula (Società per Azioni per la Costruzione di una Ferrovia a Cavalli a Osijek), che il 14 luglio di quell'anno ricevette una concessione per la costruzione di una linea tranviaria a binario unico. L'impianto fu inaugurato il 10 settembre 1884 collegando la chiesa di San Gornjogra con Donje Grada. Già nel 1898 fu proposta l'elettrificazione del tram, ma a causa di sfavoreggiamento tra l'amministrazione comunale e la Società per Azioni del Gas e la Società per Azioni del Tram, l'intera elettrificazione della città fu ritardata, quindi il tram fu finalmente elettrificato solo nel 1926. Nel frattempo l'amministrazione comunale, al fine di ridurre il monopolio della Società per azioni dei tram, consentì nel 1912 l'introduzione del traffico di autobus, gestito dall'imprenditore Josip Ehrendiener. 
Nel 1925 fu fondata la l'azienda unica che gestiva autobus, tram, rete gas e l'acquedotto cittadino. Dopo i danni della seconda guerra mondiale e le riparazioni susseguenti, nel 1949 fu fondata la società Tramvaj, che oltre al traffico tramviario si occupava anche del traffico di autotaxi e battelli sul fiume Drava. Dove non c'erano tram, il trasporto passeggeri veniva effettuato dagli autobus Kotarski autopoduzeće, che furono interrotti nel 1950. Due anni dopo fu sostituita dall'Autoreparatura, che mantenne la gestione degli autobus urbani fino al 1967. In quell'anno la Tramvaj introdusse i suoi autobus nel traffico cittadino, cambiando nome in City Transport Company (abbreviato GSP). Quel nome è rimasto fino al 1979, quando la società è stata ribattezzata Autotramvaj .
Durante l'assedio di Osijek nella guerra d'indipendenza della Croazia dalla Jugoslavia, i dipendenti di Autotramvaj hanno rischiato la vita per fornire ai loro concittadini il trasporto verso la destinazione desiderata. Due donne tranviere sono state uccise: Nezida Tojčić al volante del tram e Marija Lacković dopo essersi ritirata in un rifugio durante uno degli attacchi. Gli addetti alla manutenzione della rete aerea spesso riparavano le linee danneggiate durante il pericolo dichiarato, in modo che dopo che il pericolo fosse cessato, i concittadini potessero tornare alle loro case. Grazie al loro sacrificio, il servizio tranviario funzionò fino alla fine di novembre 1991, quando a causa di eccessivi danni rimase sospeso fino al 27 gennaio 1992. L'aggressore serbo conosceva l'importanza del traffico di tram e autobus a Osijek, quindi il sorteggio è stato spesso oggetto di bombardamenti selvaggi, in cui alcuni veicoli sono andati perduti per sempre. Per preservare i veicoli rimanenti, venivano spostati di notte per le strade della città, dove erano relativamente più sicuri.
Dopo la cessazione degli intensi attacchi alla città e la stabilizzazione del trasporto pubblico, Autotramvaj è stata ribattezzata Gradsko prometno poduzeće all'inizio di marzo 1992 e ha mantenuto quel nome fino a giugno 1998, quando è passata alla denominazione attuale.
Il 1 settembre 2008 GPP ha introdotto il sistema di pagamento elettronico Butra, che funziona in modo tale che gli utenti presentino la propria carta al validatore all'ingresso del veicolo e paghino così la corsa. A seconda delle categorie della popolazione, ci sono diversi tipi di carte, come carte generali, scolastiche, studenti, pensionati, disoccupati e bambini.